# Winifred Cooper
Mary Winifred Cooper (ur. 1879 w Cheltenham, zm. 16 lutego 1931 w Warszawie) – brytyjska malarka, tłumaczka, poetka.

## Życiorys

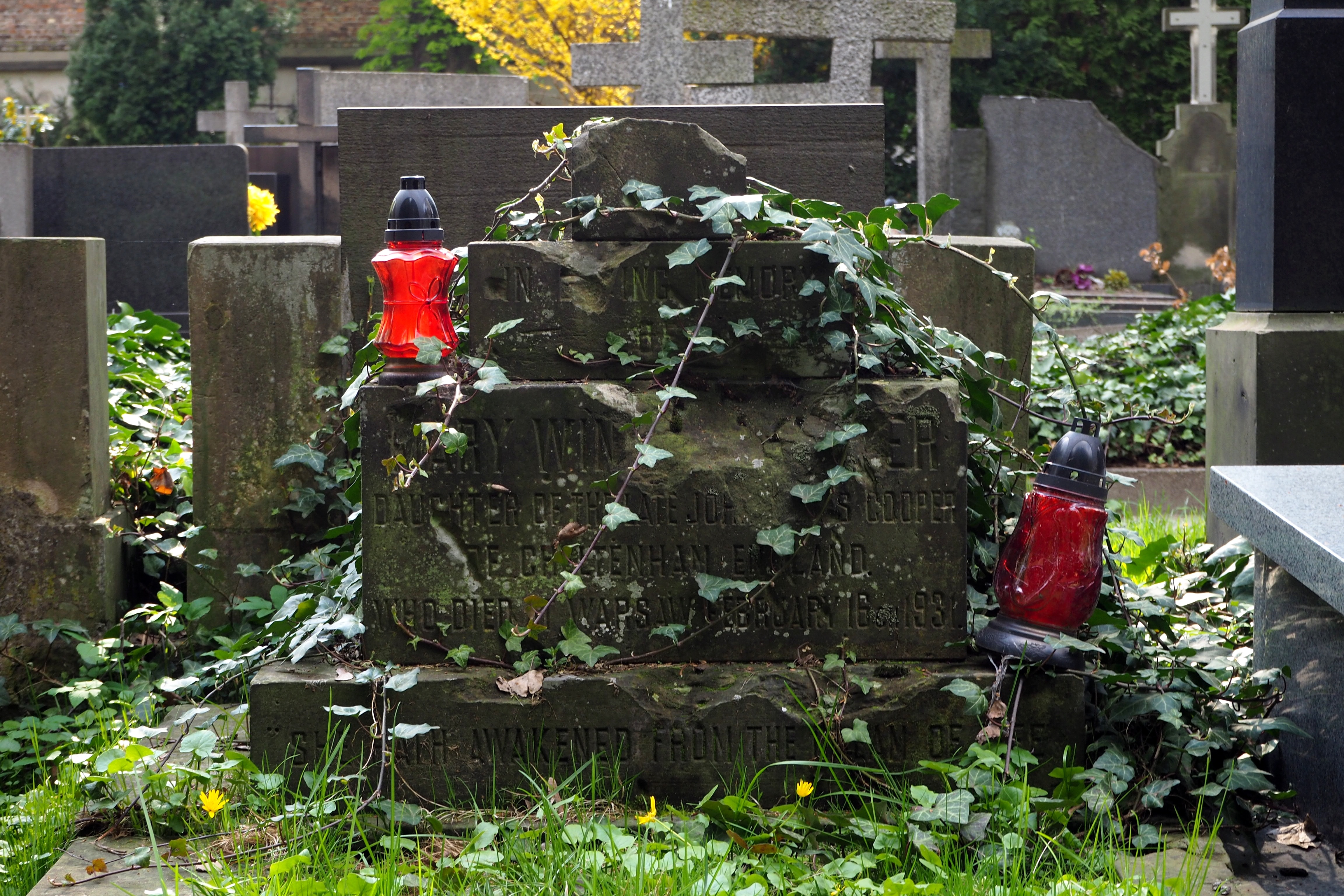
Grób Winifred Cooper na Cmentarzu ewangelicko-reformowanym w Warszawie

Mieszkała w Polsce (z przerwami) od 1906 roku do śmierci. Uczyła się malarstwa w Warszawie w prywatnej szkole Konrada Krzyżanowskiego. Do Zakopanego przyjechała za narzeczonym chorym na gruźlicę, który zmarł, zanim doszło do ślubu. Od górala Jana Fudali Klusia kupiła - zbudowany przez niego w 1920 roku z przeznaczeniem na pensjonat - dom na zboczu  Gubałówki zwany później „Harendą”, który w 1924 roku sprzedała Janowi Kasprowiczowi.
W Zakopanem przyłączyła się do tamtejszego środowiska artystyczno-literackiego. Występowała w Teatrze Formistycznym założonym przez Stanisława Ignacego Witkiewicza i jego znajomych w ramach Towarzystwa Teatralnego w Zakopanem. Jej dziwnie ukształtowana twarz „Indianki” i obca wymowa odpowiadały Witkacemu. Zagrała siostrę Annę w Wariacie i pielęgniarce (inny tytuł Wariat i zakonnica) i Tatianę w Nowym Wyzwoleniu.
Należała do Towarzystwa „Sztuka Podhalańska”. Malowała i rysowała pejzaże tatrzańskie, jak również portrety m.in. zaprzyjaźnionych z Witkacym meteorologa i arysty Józefa Fedorowicza i zakopiańskiego bibliotekarza, skrzypka, filozofa Jerzego Gawlińskiego. Wystawiała w Warszawie m.in. w Zachęcie (od 1907), Londynie (1919), Zakopanem (od 1924), Budapeszcie (1930). W 1919 roku odbyła podróż do Rosji, której owocem był artykuł opisujący życie wieśniaków w po-rewolucyjnej Rosji, opatrzony 17 rysunkami  i wystawa akwareli w Londynie.
Przetłumaczyła na język angielski wiersze poetów takich, jak Kazimierz Przerwa-Tetmajer (Preludia), Jan Kasprowicz, Kazimierz Wierzyński (Laur Olimpijski), a także jedną z najgłośniejszych powieści dwudziestolecia międzywojennego, Z dnia na dzień Ferdynanda Goetla (From Day to Day). Do angielskiego wydania książki w 1931 roku przedmowę napisał John Galsworthy.
Pochowana na cmentarzu ewangelicko-reformowanym w Warszawie (kwatera N-2-28).